# Cimetière du Sud (Wiesbaden)
 (février 2019).
Si vous disposez d'ouvrages ou d'articles de référence ou si vous connaissez des sites web de qualité traitant du thème abordé ici, merci de compléter l'article en donnant les références utiles à sa vérifiabilité et en les liant à la section « Notes et références ».
Pour les articles homonymes, voir Cimetière du Sud.

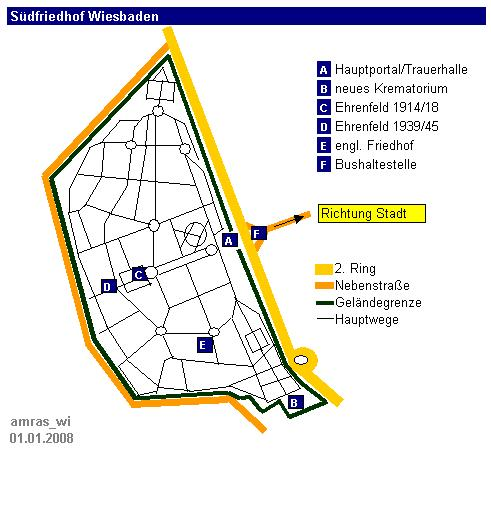
Plan du cimetière

Le cimetière du Sud de Wiesbaden (Südfriedhof Wiesbaden) est le plus grand cimetière de Wiesbaden. Il est situé dans le quartier de Südost.

## Personnalités
- Wolf von Biedermann, général
- Max von Basse, général
- Rudolf Henrici, général
- Lothar Debes, général
- Manfred von Richthofen, pilote de chasse, dit « Le Baron rouge »
- Erich Abraham, général
- Princesse Louise de Belgique (1858–1924)
- Wolfgang Grams (1953–1993) membre de la Fraction armée rouge
- Marek Hłasko (1934–1969)
- Manfred von Richthofen (1892–1918)
- Wilhelm Jacoby (1855–1925)
- Erna Sack (1898–1972)
- Erich Abraham (1895–1971)
- Günter Besier († 2008), football
- Hugo Koch (1883–1964), architecte
- George Konell (1912–1991)
- Franz Mannstädt (1852–1932)
- Waldemar Reichhard († 1988)
- Erna Sack
- Stanislaus Wojtowski (1850–1913)